# Понето (Индијана)
Понето (енгл. Poneto) град је у америчкој савезној држави Индијана.

## Демографија
По попису из 2010. године број становника је 166, што је 74 (-30,8%) становника мање него 2000. године.
| Група             | 2000.        | 2010.       |
| Белци             | 240 (100,0%) | 162 (97,6%) |
| Афроамериканци    | 0 (0,0%)     | 0 (0,0%)    |
| Азијати           | 0 (0,0%)     | 0 (0,0%)    |
| Хиспаноамериканци | 0 (0,0%)     | 3 (1,8%)    |
| Укупно            | 240          | 166         |